# Čedomir Janevski
Čedomir "Čedo" Janevski (Macedonisch: Чедомир Јаневски) (Skopje, 3 juli 1961) is een voetbaltrainer en voormalig voetballer uit Noord-Macedonië.

## Spelerscarrière
Zijn carrière als voetballer begon in het jeugdteam van Skopje (1977). In 1981 tekende hij een profcontract bij Vardar Skopje en won er, op acht jaar tijd, eenmaal de titel. In 1989 verhuisde Janevski, die in de verdediging speelde, naar Club Brugge, waar hij twee jaar speelde. In 1991 transfereerde hij naar Charleroi voor een periode van vier jaar. Na een contract van een paar maanden bij İstanbulspor, keerde hij terug naar België en speelde in 1996/97 voor KSC Lokeren. Hij verzamelde twee caps voor het Joegoslavisch nationale team en vijf caps voor Macedonië.
| Interlands van Čedomir Janevski   | Interlands van Čedomir Janevski | Interlands van Čedomir Janevski | Interlands van Čedomir Janevski | Interlands van Čedomir Janevski | Interlands van Čedomir Janevski |
| №                                 | Datum                           | Wedstrijd                       | Uitslag                         | Competitie                      | Goals                           |
| Als speler van FK Vardar          | Als speler van FK Vardar        | Als speler van FK Vardar        | Als speler van FK Vardar        | Als speler van FK Vardar        | Als speler van FK Vardar        |
| --------------------------------- | ------------------------------- | ------------------------------- | ------------------------------- | ------------------------------- | ------------------------------- |
| 1                                 | 29 augustus 1987                | Joegoslavië – Sovjet-Unie       | 0 – 1                           | Vriendschappelijk               | 0                               |
| 2                                 | 16 december 1987                | Turkije – Joegoslavië           | 2 – 3                           | EK-kwalificatie                 | 0                               |
| Als speler van Sporting Charleroi |                                 |                                 |                                 |                                 |                                 |
| 3                                 | 13 oktober 1993                 | Slovenië – Macedonië            | 1 – 4                           | Vriendschappelijk               | 48' (pen.)                      |
| 4                                 | 16 november 1994                | België – Macedonië              | 1 – 1                           | EK-kwalificatie                 | 0                               |
| 5                                 | 17 december 1994                | Macedonië – Cyprus              | 3 – 0                           | EK-kwalificatie                 | 0                               |
| 6                                 | 10 mei 1995                     | Armenië – Macedonië             | 2 – 2                           | EK-kwalificatie                 | 0                               |
| 7                                 | 7 juni 1995                     | Macedonië – België              | 0 – 5                           | EK-kwalificatie                 | 0                               |

## Trainerscarrière
Zijn trainerscarrière begon in 1999 bij Blankenberge, waarmee hij promoveerde naar Vierde Klasse. In 2000 werd hij beloftencoach van Club Brugge. Toen hoofdtrainer Trond Sollied in 2005 overstapte naar Olympiakos Piraeus, nam hij Janevski mee als zijn assistent. In 2006 werd Olympiakos landskampioen van Griekenland. Ook in het volgende seizoen was de club op weg om zijn titel met succes te verdedigen, maar de resultaten in de UEFA Champions League vielen tegen en dus werden Sollied en Janevski samen met Chris Van Puyvelde ontslagen.
Op 28 januari 2007 werd Janevski aangesteld als opvolger van de ontslagen Emilio Ferrera bij Club Brugge, dat op dat moment in een crisis verkeerde. Janevski kon het tij niet echt keren (Club eindigde de competitie pas als zesde), maar won op het einde van het seizoen toch nog de Beker van België. Ondertussen was al beslist dat het volgende seizoen Jacky Mathijssen de nieuwe hoofdtrainer van Club Brugge zou worden. Janevski kon blijven als zijn assistent maar weigerde dit. Vervolgens zou hij assistent worden van Trond Sollied bij AA Gent, waarmee de bekerfinale werd bereikt (verlies tegen Anderlecht).
Na het seizoen trok Sollied naar SC Heerenveen. Janevski was in de running om hem op te volgen als hoofdtrainer, maar Gent koos uiteindelijk voor Michel Preud'homme. Janevski trok toen naar het Midden-Oosten om assistent-trainer te worden bij Al-Shaab, een ploeg uit de Verenigde Arabische Emiraten. Trainer bij deze club was Luka Peruzović. Op 9 september 2008 tekende hij een contract tot op het einde van het seizoen bij Rode Ster Belgrado, waar hij de ontslagen Zdeněk Zeman opvolgde. Op het einde van dat seizoen vertrok hij naar Cyprus om er trainer te worden van Enosis Neon Paralimni. Na mindere resultaten werd Janevski op 11 januari 2011 ontslagen.
Tussen 22 augustus 2012 en 27 september 2013 was hij bondscoach van Macedonië. Vanaf 27 september 2013 was hij hoofdcoach van RAEC Mons, waarmee hij de degradatie uit eerste klasse niet kon afwenden - ondanks betere resultaten dan zijn voorganger Enzo Scifo. Kort na zijn vertrek bij Mons kon Janevski aan de slag bij Moeskroen-Péruwelz, maar daar werd hij op 19 januari 2016 ontslagen na een vijfde opeenvolgende nederlaag (vier in de competitie en één in de Beker) en een voorlaatste plaats in het klassement.
Janevski werd op 7 november 2016 voor één jaar aangesteld als coach van Waasland-Beveren. Hij wist met de club het behoud in eerste klasse te verzekeren, maar desondanks werd zijn contract op het einde van het seizoen 2016/17 niet verlengd. Op 16 augustus 2017 werd hij coach bij de Macedonische landskampioen FK Vardar Skopje. Op 24 augustus haalde Janevski met FK Vardar Skopje voor het eerst in de geschiedenis van het Macedonisch voetbal de groepsfase van de Europa League door de Turkse topclub Fenerbahçe SK uit te schakelen. Op het einde van het seizoen eindigde hij tweede, ruim achter kampioen KF Shkëndija.
Op 15 december 2018 werd Janevski aangesteld als nieuwe trainer van de Egyptische vicekampioen Ismaily SC. Ook met Ismaily bereikte hij een internationale groepsfase, zij het dan wel die van de CAF Champions League 2018-19, nadat hij in de voorronde het Kameroense Cotonsport Garoua opzijzette. In de nationale competitie stond Ismaily er bij de aanstelling van Janevski minder goed voor: de club stond op dat moment vijftiende op achttien clubs. Onder Janevski zette Ismaily echter een stevige remonte in: de club begon met 22 op 30 en Janevski verloor pas in zijn elfde competitiewedstrijd voor het eerst, tegen Pyramids FC (3-1). Ismaily rukte zo op naar de zevende plaats in het klassement, de plaats waar Janevski's opvolger Mahmoud Gaber op het einde van het seizoen zou parkeren. In april 2019 kwam er een einde aan het avontuur van Janevski (die in de Champions League laatste eindigde in een groep met Club Africain, CS Constantine en TP Mazembe) in Egypte.
Op 20 januari 2020 werd Janevski opnieuw trainer van het Cypriotische Enosis Neon Paralimni, de club waar hij van 2009 tot 2011 al aan de slag was. Op 28 januari 2021 werd hij trainer van Olympiakos Nicosia. Vanaf heden is Cedomir Janevski assistent-trainer van de nationale ploeg van Zuid-Afrika: hij tekende samen met Hugo Broos, de bondscoach van Zuid-Afrika, voor 5 jaar.18 september 2022 Cedomir Janevski (61) is de nieuwe coach van het Cypriotische AEL Limassol, ploeg van ex-Rode Duivel Kevin Mirallas.

## Persoonlijk leven
De zoon van Cedo, Aleksandar Janevski, voetbalt bij VV Westkapelle.